# Yi'an, Anhui
Yi'an är ett stadsdistrikt i Tonglings stad på prefekturnivå  i provinsen Anhui i östra Kina. Det skapades 2015 genom en ombildning av häradet Tongling, tidigare romaniserat Tungling,.
Yi'an är indelat i sex köpingar, två socknar och två administrativa enheter på sockennivå.
Köpingar (zhen):

- Donglian (东联镇)
- Shun'an (顺安镇)
- Tianmen (天门镇)
- Wusong (五松镇)
- Xilian (西联镇)
- Zhongming (钟鸣镇)

Socknar (xiang):

- Laozhou (老洲乡)
- Xuba (胥坝乡)

Områden på sockennivå:
- Jinqiao Gongyeyuan industripark (金桥工业园)
- Xunhuan Jingji Yuan  återvinningspark (循环经济园)